# 武田豊信
武田 豊信（たけだ とよのぶ、生没年不詳）は、戦国時代の武将。上総武田氏（庁南武田氏）当主。庁南城主（千葉県長生郡長南町）。武田清信の養子とされ、武田信之と同一人物と言われることがある。

## 生涯
永禄3年（1560年）、上総笠森寺に十六善神画像を寄進している。
元亀3年（1572年）2月8日、武田信玄から里見氏・後北条氏の和睦を斡旋して欲しいという内容の書状を送られている。(越相同盟の甲房同盟を参照)
天正4年（1576年）里見氏を離れ古河公方足利義氏の傘下に入った。
天正10年（1582年）3月に織田信長の甲州征伐により甲斐武田氏が滅ぶと、金井秀景（倉賀野秀景）が織田家の武将である滝川一益に斡旋したが、織田家に仕官はしなかった。

## 小田原征伐
天正18年（1590年）に行われた豊臣秀吉の小田原征伐には中立もしくは後北条氏に味方したが小田原城に籠城したかどうかは不明である。
このため、7月に豊臣秀吉の討伐軍に攻められて、徳川家康の旗本本多忠勝らと戦い敗戦。切腹したとされているが、一説には信濃国松代に逃亡し蟄居したとも言われる。長南町の大林寺に豊信の墓があり、天正18年に戦死の後葬ると伝わる。落城後、嫡男氏信は西村（現在の千葉県茂原市永吉）に土着した。

## 死去
諸系図には天正18年（1590年）7月7日に死去とある。

## 別説
上総武田氏に関する所伝によれば、甲斐武田氏の武田信玄と正室・三条の方の三男信之が養子として入ってきたとも言われている。近年では上総武田氏庶流出身説や上総多賀氏出身説なども唱えられてはいるが、現存の上総武田氏関連文献や史料は少なく、確たる史料は見つかっていない。
小田原征伐時、後北条氏か豊臣秀吉か態度不鮮明であったために、真里谷武田氏と共に庁南武田氏は没落。子の氏信は梅沢図書などに支えられ、上総上埴生郡山内村に逃れて土着した。